# Emili García
Emili García (ur. 11 stycznia 1989) – andorski piłkarz grający na pozycji środkowego pomocnika w Interze Club d’Escaldes. Wielokrotny reprezentant kraju.

## Kariera klubowa
Od 2007 grał w FC Andorra. W 2013 przeszedł do Racingu Lermeño. 1 lipca 2014 przeniósł się do francuskiego ES Pennoise. Po roku gry postanowił dołączyć do US Le Pontet, w którym zanotował tylko jeden mecz. W styczniu 2016 zadecydował o powrocie do FC Andorra. W 2019 przeszedł do Interu Club d’Escaldes.

## Kariera reprezentacyjna
Zadebiutował w reprezentacji 4 lipca 2008 w meczu z Azerbejdżanem (1:2). Pierwszego gola w kadrze zdobył 9 lutego 2011 z Mołdawią uderzeniem z 67 m. Zagrał w kilku meczach kwalifikacji do EURO 2012